# Mammillaria lasiacantha
Mammillaria lasiacantha (antes llamada Mammillaria stella-de-tacubaya) es una especie perteneciente a la familia Cactaceae. Es endémico de  México. Su hábitat natural son los áridos desiertos.

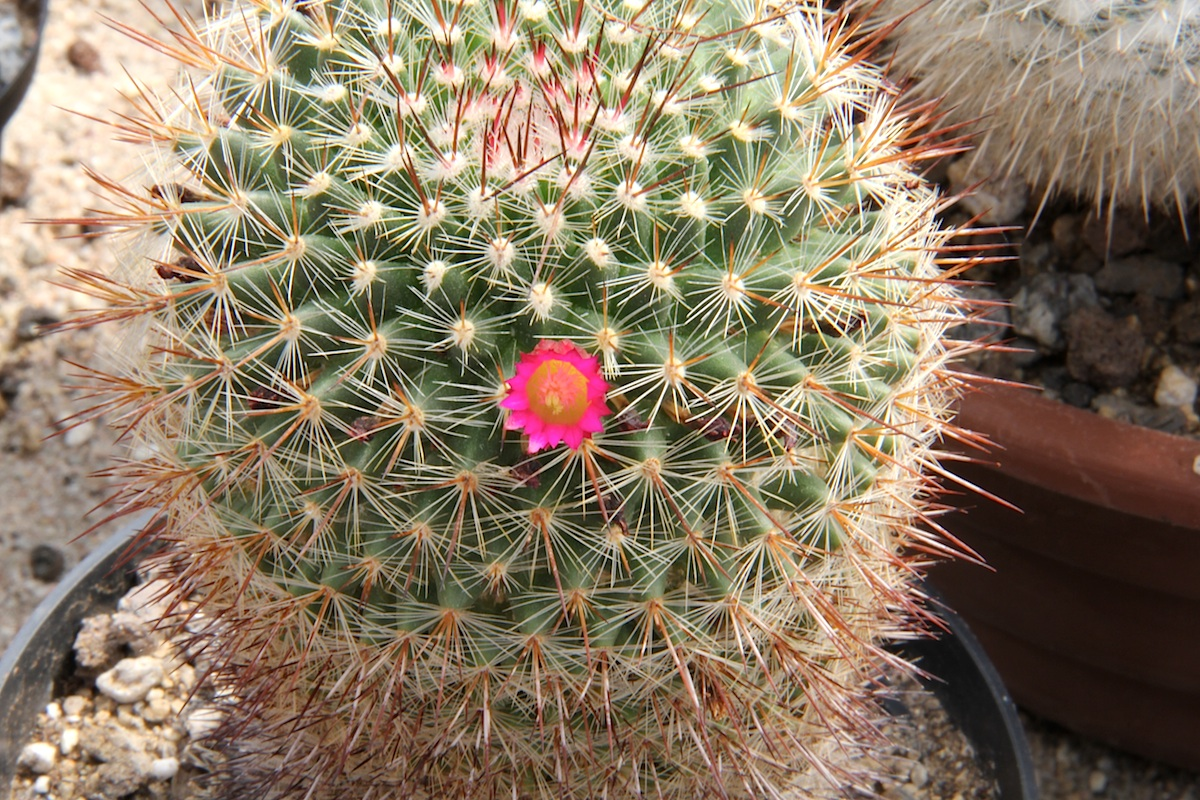
Vista de la planta

## Descripción
Es una planta perenne carnosa que crece solitaria. Los pequeños tallos, son globulares, ovoides o cilíndricos, de color gris-verdes de 1,5 a 2,5 centímetros de diámetro. Las areolas son de forma cilíndrica y no contienen látex. Las axilas están desnudas. Las espinas centrales están completamente ausentes. Las 26-80 espinas radiales están dispuestos en varias filas, son de color blanco a rosado-crema, a veces suaves y esponjosas, de 3 a 5 milímetros de largo. Las flores son blancas y tienen un color rojizo a pardo con franja divisoria. Miden hasta 1.3 cm de largo y tiene un diámetro igual. Los frutos son escarlatas y ovoides de forma claviforme, de 1,2 a 2 centímetros de tamaño y contienen semillas negras.

## Distribución
Mammillaria lasiacantha se encuentra en los estados mexicanos  de Coahuila, Chihuahua, Durango y Zacatecas.

## Taxonomía
Mammillaria lasiacantha fue descrita por George Engelmann y publicado en Proceedings of the American Academy of Arts and Sciences 3: 261. 1856.
Etimología
Mammillaria: nombre genérico que fue descrita por vez primera por Carolus Linnaeus como Cactus mammillaris en 1753, nombre derivado del latín mammilla = tubérculo, en alusión a los tubérculos que son una de las características del género.
El epíteto de la especie lasiacantha (en latín lasiacanthus) significa con flores densamente peludas.
Subespecies
- Mammillaria lasiacantha subsp. egregia (Backeb. ex Rogoz. & Appenz.) D.R.Hunt:
- Mammillaria lasiacantha subsp. hyalina D.R.Hunt:
- Mammillaria lasiacantha subsp. lasiacantha

Sinonimia
- Chilita lasiacantha
- Ebnerella lasiacantha
- Mammillaria lasiacantha
- Chilita denudata
- Ebnerella denudata
- Mammillaria lengdobleriana
- Chilita lengdobleriana
- Mammillaria neobertrandiana
- Mammillaria wohlschlageri
- Mammillaria egregia[3][4]